# Zinnia flavicoma
Zinnia flavicoma là một loài thực vật có hoa trong họ Cúc. Loài này được (DC.) Olorode & Torres miêu tả khoa học đầu tiên năm 1970.